# Redovisningskonsult
En redovisningskonsult är en person som självständigt biträder externa uppdragsgivare med redovisningstjänster och rådgivning inom redovisning, beskattning och företagande. Omfattningen av arbetsuppgifterna kan variera från att biträda en större eller mindre organisation med delar av bokföringen eller avstämningar av konton till att helt sköta all löpande redovisning, göra årsbokslut och årsredovisning, sköta löner och betalningar samt hantera kontakter med myndigheter. 
Det finns två medlemsorganisationer för redovisningskonsulter i Sverige, tidigare Sveriges Redovisningskonsulters Förbund, (SRF) nu Srf konsulterna och FAR, branschorganisationen för revisorer och rådgivare. Srf konsulterna har cirka 5 500 medlemmar varav drygt 3 500 är auktoriserade redovisningskonsulter. FAR har cirka 6 700 medlemmar, varav cirka 3 400 är auktoriserade redovisningskonsulter.

## Auktoriserad redovisningskonsult
Titeln Auktoriserad redovisningskonsult lanserades 2006 och erhålls av Srf konsulterna och FAR. En Auktoriserad Redovisningskonsult genomgår kvalitetsuppföljning (Srf konsulterna) eller blir kvalitetskontrollerad (FAR) minst vart 6:e år samt genomgår löpande vidareutbildning. 
För att erhålla auktorisation krävs teoretiska kunskaper inom redovisning, beskattning samt viss juridik motsvarande akademisk nivå. Därutöver krävs minst 3 års praktisk erfarenhet av arbete som redovisningskonsult.
Den Auktoriserade Redovisningskonsulten är delaktig och har mycket god insyn i kundföretagets ekonomi och är därmed företagarens naturliga ekonomiska rådgivare i frågor som rör ekonomi, administration och företagande. En Auktoriserad Redovisningskonsult kan också arbeta med affärsrådgivning som är mer inriktad på styrning och förslag avseende strategiska beslut i kundföretagen.
En Srf Auktoriserad Redovisningskonsult ska arbeta enligt Rex - Svensk standard för redovisningsuppdrag. Detta är ett regelverk som syftar till att uppnå hög kvalitet på redovisning och rapportering. När kraven i Rex är uppfyllda kan en Auktoriserad Redovisningskonsult bekräfta detta genom att upprätta en Rapport om årsbokslutet eller årsredovisningen till uppdragsgivaren/kundföretaget.

## Penningtvättslagstiftning
Redovisningskonsulter omfattas av penningtvättslagstiftningen och ska vara anmälda till penningtvättsregistret enligt lagen om åtgärder mot penningtvätt och finansiering av terrorism 2009:62.  Redovisningskonsulterna ska rapportera till Finanspolisen ifall de misstänker penningtvätt eller att bolaget används för finansiering av terrorism. Länsstyrelserna i Stockholm, Göteborg och Skåne utövar tillsyn över redovisningskonsulterna och ska se till att de har rutiner för rapportering till Finanspolisen, utbildning av sin personal och skydd av egen personal m.m.

## Fotnoter
1. ↑  ”Srf konsulterna Årsredovisning”. Arkiverad 29 januari 2020. https://www.srfkonsult.se/om-srf/arsredovisning/. Läst 11 mars 2020.
2. ↑  ”Far Årsredovisning 2009-2010”. Arkiverad från originalet den 10 juni 2015. https://web.archive.org/web/20150610232744/http://www.far.se/pls/portal/docs/PAGE/FAR_2010/OM_FAR/ARSREDOVISNING/FAR%20P%C5SKRIVNA%20HANDLINGAR.PDF. Läst 8 februari 2011.
3. ↑  ”Bolagsverkets information om anmälning till penningtvättsregistret”. Arkiverad från originalet den 10 april 2012. https://web.archive.org/web/20120410075503/http://www.bolagsverket.se/foretag/penningtvatt/. Läst 21 augusti 2012.
4. ↑  ”Lag om åtgärder mot penningtvätt och finansiering av terrorism 2009:62”. Arkiverad från originalet den 17 december 2010. https://web.archive.org/web/20101217201205/https://lagen.nu/2009:62. Läst 21 augusti 2012.
5. ↑  ”Länsstyrelsen i Skånes information om penningtvätt”. Arkiverad från originalet den 23 augusti 2012. https://web.archive.org/web/20120823115857/http://www.lansstyrelsen.se/skane/Sv/naringsliv-och-foreningar/penningtvatt/Pages/default.aspx. Läst 21 augusti 2012.